# 伊克斯山脈
75°29′S 139°45′W / 75.483°S 139.750°W
伊克斯山脈（英語：Ickes Mountains）是南極洲的山脈，位於瑪麗伯德地，處於斯特勞斯冰川以西，全長24公里，在1940年12月18日由美國探險隊發現，現時由南極條約體系管理。